# Campeonato mundial de hockey sobre patines femenino de 2002
El VI Campeonato mundial de hockey sobre patines femenino se celebró en Paços de Ferreira, Portugal, entre el 6 de octubre de 2002 y el 12 de octubre de 2002.
En el torneo, realizado en Paços de Ferreira, participaron las selecciones de hockey de 16 países, repartidas en la primera ronda en 4 grupos.
La final del campeonato fue disputada por las selecciones de Argentina campeona en la edición de 1998 y Brasil. El partido lo ganó Argentina por 4 goles a 1.
En tanto, el equipo de España obtuvo el tercer lugar al derrotar por 2:1 al seleccionado de Portugal.

## Equipos participantes
16 seleccionados nacionales participaron del torneo, de los cuales 6 equipos eran de América, 6 eran de Europa y 2 eran asiáticos.
| Alemania  | Colombia       | Francia    | México    |
| Argentina | Egipto         | India      | Portugal  |
| Australia | Estados Unidos | Inglaterra | Sudáfrica |
| Brasil    | España         | Japón      | Suiza     |

## Resultados

### Grupo A
| Equipo         | Pts | PJ | PG | PE | PP | GF | GC | Dif |
| -------------- | --- | -- | -- | -- | -- | -- | -- | --- |
| España         | 9   | 3  | 3  | 0  | 0  | 31 | 0  | 31  |
| Estados Unidos | 6   | 3  | 2  | 0  | 1  | 12 | 10 | 2   |
| Inglaterra     | 3   | 3  | 1  | 0  | 2  | 10 | 13 | -3  |
| Sudáfrica      | 0   | 3  | 0  | 0  | 3  | 2  | 32 | -30 |

| España         | 7:0  | Estados Unidos |
| Estados Unidos | 3:1  | Inglaterra     |
| Inglaterra     | 9:0  | Sudáfrica      |
| Sudáfrica      | 0:14 | España         |
| Estados Unidos | 9:2  | Sudáfrica      |
| Inglaterra     | 0:10 | España         |

### Grupo B
| Equipo   | Pts | PJ | PG | PE | PP | GF | GC | Dif |
| -------- | --- | -- | -- | -- | -- | -- | -- | --- |
| Portugal | 9   | 3  | 3  | 0  | 0  | 20 | 1  | 19  |
| Japón    | 4   | 3  | 1  | 1  | 1  | 10 | 3  | 7   |
| Suiza    | 4   | 3  | 1  | 1  | 1  | 11 | 4  | 7   |
| India    | 0   | 3  | 0  | 0  | 3  | 1  | 34 | -33 |

| Portugal | 2:0  | Japón    |
| Suiza    | 10:0 | India    |
| Japón    | 1:1  | Suiza    |
| India    | 1:15 | Portugal |
| Japón    | 9:0  | India    |
| Portugal | 3:0  | Suiza    |

### Grupo C
| Equipo    | Pts | PJ | PG | PE | PP | GF | GC | Dif |
| --------- | --- | -- | -- | -- | -- | -- | -- | --- |
| Argentina | 9   | 3  | 3  | 0  | 0  | 26 | 5  | 21  |
| Francia   | 6   | 3  | 2  | 0  | 1  | 20 | 5  | 15  |
| Australia | 3   | 3  | 1  | 0  | 2  | 12 | 11 | 1   |
| México    | 0   | 3  | 0  | 0  | 3  | 4  | 41 | -37 |

| Argentina | 4:3  | Francia   |
| Australia | 10:3 | México    |
| Francia   | 3:0  | Australia |
| México    | 0:17 | Argentina |
| Argentina | 5:2  | Australia |
| Francia   | 14:1 | México    |

### Grupo D
| Equipo   | Pts | PJ | PG | PE | PP | GF | GC | Dif |
| -------- | --- | -- | -- | -- | -- | -- | -- | --- |
| Brasil   | 9   | 3  | 3  | 0  | 0  | 40 | 1  | 39  |
| Alemania | 6   | 3  | 2  | 0  | 1  | 21 | 5  | 16  |
| Egipto   | 3   | 3  | 1  | 0  | 2  | 7  | 35 | -28 |
| Colombia | 0   | 3  | 0  | 0  | 3  | 1  | 31 | -30 |

| Brasil   | 2:1  | Alemania |
| Egipto   | 5:3  | Colombia |
| Alemania | 11:2 | Egipto   |
| Colombia | 0:17 | Brasil   |
| Brasil   | 21:0 | Egipto   |
| Alemania | 9:1  | Colombia |

## Fase final
|  | Cuartos de final | Cuartos de final |          |        | Semifinales  | Semifinales  |  |  | Final | Final |
|  |                  |                  |          |        |              |              |  |  |       |       |
|  |                  |                  |          |        |              |              |  |  |       |       |
|  |                  |                  |          |        |              |              |  |  |       |       |
|  | Portugal         | 2                |          |        |              |              |  |  |       |       |
|  | Portugal         | 2                |          |        |              |              |  |  |       |       |
|  | Estados Unidos   | 0                |          |        |              |              |  |  |       |       |
|  | Estados Unidos   | 0                | Portugal | 0 (0)  |              |              |  |  |       |       |
|  |                  |                  | Portugal | 0 (0)  |              |              |  |  |       |       |
|  |                  | Brasil           | 0 (2)    |        |              |              |  |  |       |       |
|  | Brasil           | Brasil           | 0 (2)    | 1      |              |              |  |  |       |       |
|  | Brasil           |                  |          | 1      |              |              |  |  |       |       |
|  | Francia          | 0                |          |        |              |              |  |  |       |       |
|  | Francia          | 0                | Brasil   | 1      |              |              |  |  |       |       |
|  |                  |                  | Brasil   | 1      |              |              |  |  |       |       |
|  |                  | Argentina        | 4        |        |              |              |  |  |       |       |
|  | España           | Argentina        | 4        | 6      |              |              |  |  |       |       |
|  | España           |                  |          | 6      |              |              |  |  |       |       |
|  | Japón            | 0                |          |        |              |              |  |  |       |       |
|  | Japón            | 0                | España   | 2 (2)  | Tercer lugar | Tercer lugar |  |  |       |       |
|  |                  |                  | España   | 2 (2)  |              |              |  |  |       |       |
|  |                  | Argentina        | 2 (3)    |        |              |              |  |  |       |       |
|  | Argentina        | Argentina        | 2 (3)    | 4      | Portugal     | 1            |  |  |       |       |
|  | Argentina        |                  |          | 4      | Portugal     | 1            |  |  |       |       |
|  | Alemania         | 0                |          | España | 2            |              |  |  |       |       |
|  | Alemania         | 0                |          |        | 2            |              |  |  |       |       |
|  |                  |                  |          |        |              |              |  |  |       |       |
|  |                  |                  |          |        |              |              |  |  |       |       |

## Clasificación final
| Posición | Equipos        |
| -------- | -------------- |
|          | Argentina      |
|          | Brasil         |
|          | España         |
| 4        | Portugal       |
| 5        | Francia        |
| 6        | Alemania       |
| 7        | Estados Unidos |
| 8        | Japón          |
| 9        | Suiza          |
| 10       | Australia      |
| 11       | Inglaterra     |
| 12       | México         |
| 13       | Colombia       |
| 14       | Egipto         |
| 15       | Sudáfrica      |
| 16       | India          |